# シェーンブルン・マリオネット劇場

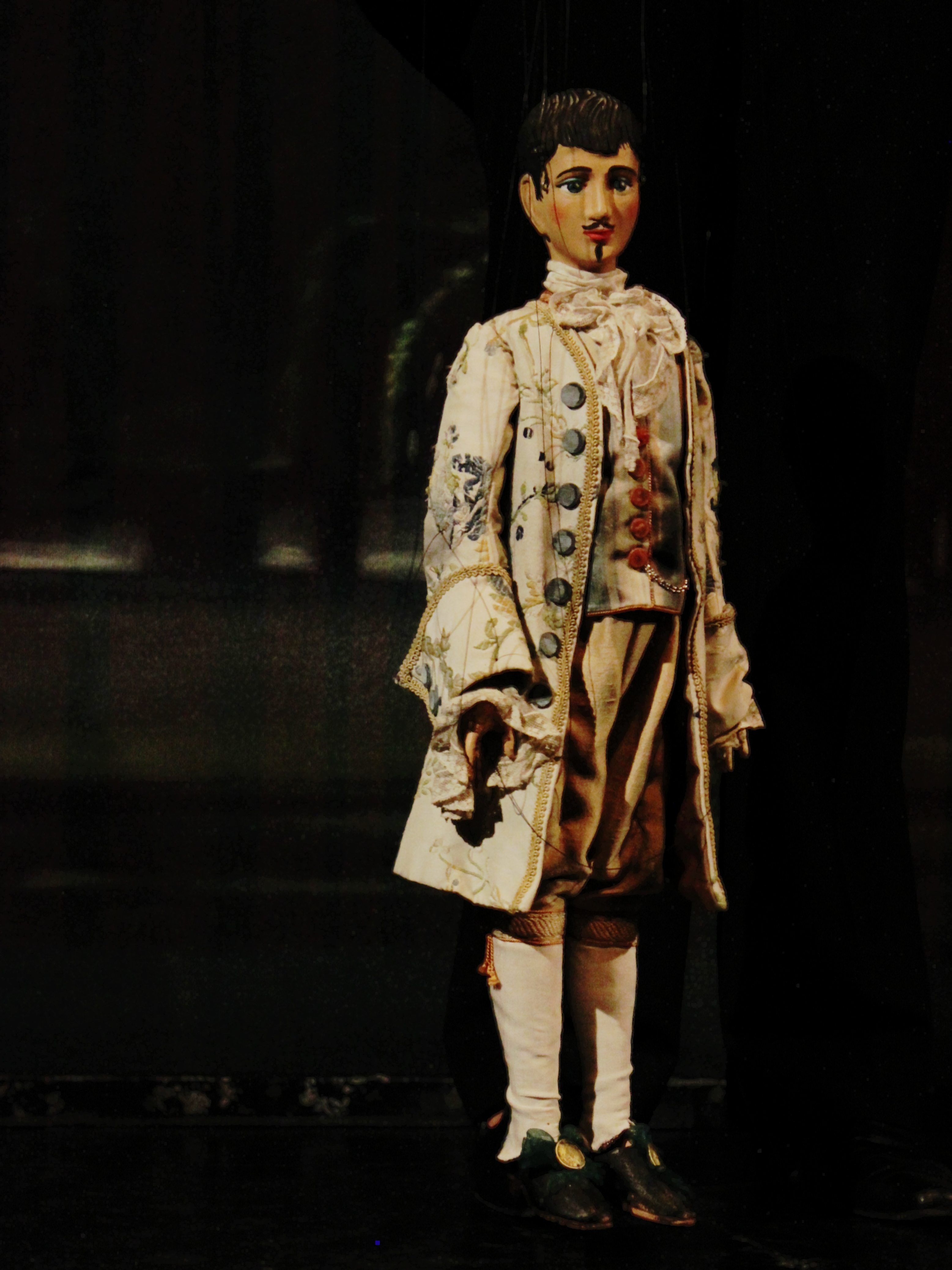
シェーンブルン・マリオネット劇場の人形

シェーンブルン・マリオネット劇場（ドイツ語：Marionettentheater Schloss Schönbrunn）は、1994年に設立されたマリオネット劇場（人形劇場）で、オーストリア・ウィーン市13区（ヒーツィング区）のシェーンブルン宮殿のホーフラーツ・トラクト（ホーフラーツ・ウィング。右翼の建物）内に所在している。成人向けの演劇・オペラ公演の他、子供向けの企画も開催している。

## 歴史

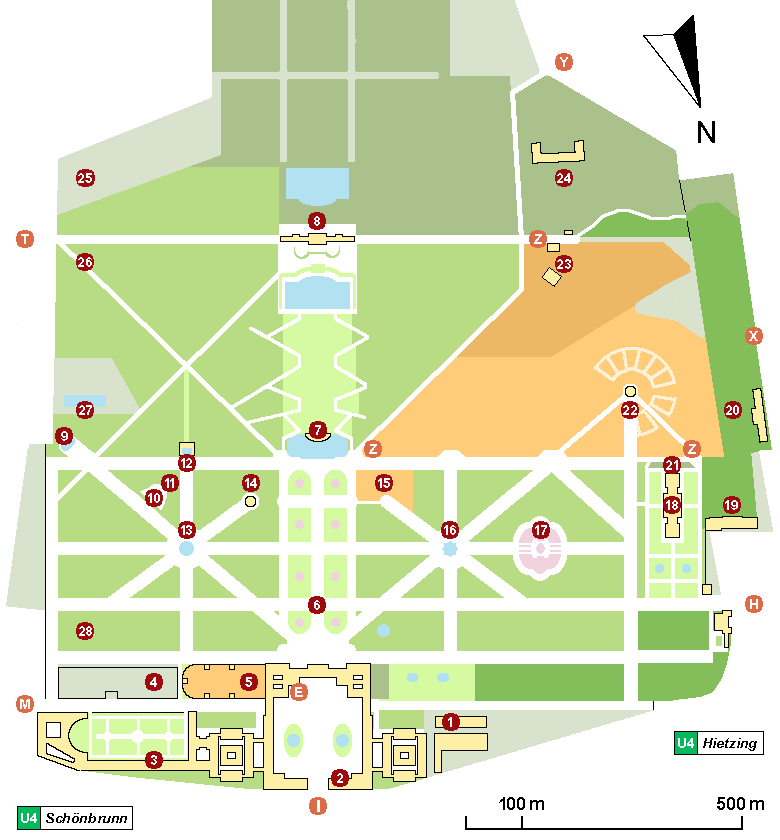
宮殿敷地内（地図の下が北）のマリオネット劇場の位置。宮殿内の2の部分（ホーフラーツ・トラクト）に入っている。

ホーフラーツ・トラクトの改修工事の終了後、1994年にマリオネット劇場が開場し、1995年から上演者の後継者育成に取り組んでいる。
私企業により運営されており、公的な助成金は受けていない。創設者で芸術監督のクリスティーネ・ヒールツァー、ヴェルナー・ヒールツァーは人形劇芸術の分野で30年以上に及ぶ国際的な経験を積んでいる。

## 顕彰
- 1999年、第32回人形劇祭典（ザグレブ）で1等賞[1]
- 世界人形劇芸術祭典（プラハ）で1等賞
- 第9回国際人形劇祭典（テヘラン）で1等賞